# Kilmainhamská věznice

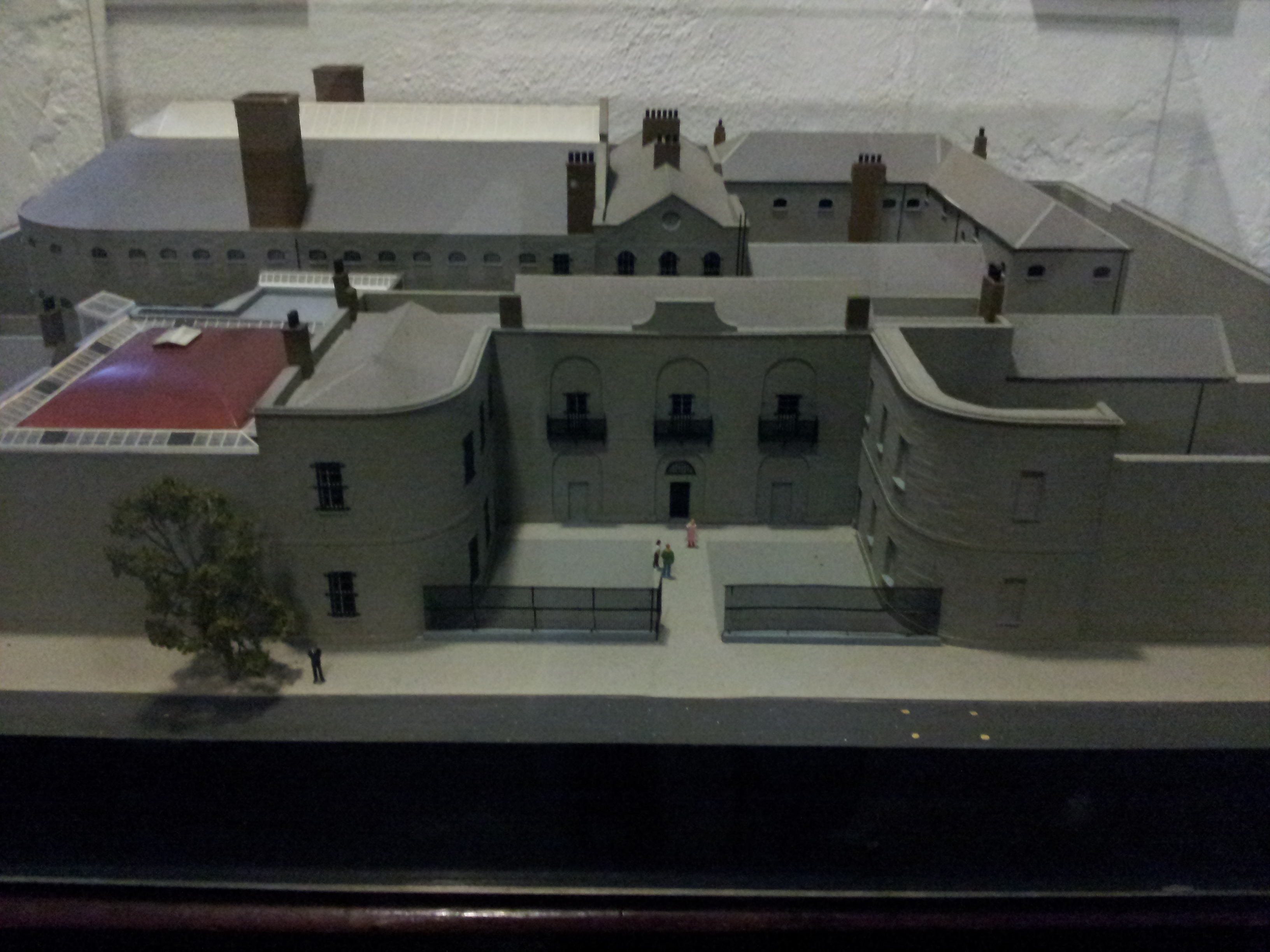
Model věznice Kilmainham Gaol

Kilmainhamská věznice (nazývaná v irštině Kilmainham Gaol) je bývalá viktoriánská věznice v městské části irského hlavního města Dublin, ve čtvrti Kilmainham. V současnosti slouží jako muzeum, které je společně s věznicí provozované Úřadem veřejných prací (Office of Public Works), agenturou spravovanou irskou vládou. Velká část irských revolucionářů, včetně vůdců Velikonočního povstání v roce 1916, byla uvězněna a popravena v tomto vězení na příkaz vlády Spojeného království.

## Dějiny
Když byla Kilmainhamská věznice v roce 1796 postavena, byla nazývána jako „nová věznice“, která se měla odlišovat od věznice staré. Hlučné kobky jen pár set metrů od současného místa měly být nahrazeny moderním typem vězeňského zařízení. Oficiálně se jmenovala County of Dublin Gaol a původně ji řídila Velká porota Dublinského hrabství.

### Počátky věznice a vývoj v 19. století
V počátcích fungování věznice neexistovalo žádné rozdělení vězňů. Muži, ženy a děti byly uvězněny až v počtu pěti v každé cele. Většinu času trávili v chladu a tmě. Světlo a teplo poskytovala pouze jediná svíčka, která musela vydržet mnohdy až dva týdny. Cely měly plochu zhruba 28 metrů čtverečních.
V Kilmainhamu byly špatné podmínky, ve kterých byly vězni drženi pro další přelíčení jejich případů. Již v roce 1809 inspektor ve své zprávě zaznamenal, že „mužští vězni byli zaopatřeni železnými lůžky, zatímco ženy a děti ležely na slámě na vlajkách v celách a společných chodbách věznice“. Děti byly často zatýkány za drobné krádeže, mezi nejmladší údajně patřilo sedmileté dítě. S ohledem na přelidnění věznice byli vězni čím dál tím častěji převáženi do Austrálie, a to několikrát ročně.
V druhé polovině 19. století došlo v rámci reformy vězeňství k jistým zlepšením. Ve snaze zmírnit přeplněnost ženských cel bylo v roce 1840 do věznice přidáno 30 samostatných jednotek pro ženy. Tato zlepšení však přišla příliš pozdě před příchodem velkého hladomoru, věznice byla tudíž paralyzována obrovským nárůstem počtu vězňů a zhoršujícími se hygienickými podmínkami jejich pobytu.
Kilmainham Gaol byla proslavena veřejnými popravami. Původně se veřejná oběšení konala u vstupní brány věznice. S postupnými společenskými změnami se od 20. let 19. století v Kilmainhamu konalo jen velmi málo pověšení, ať už veřejných, tak neveřejných. V roce 1891 byla ve věznici postavena malá visutá cela, ve které se tyto popravy konaly. Nachází se v prvním patře, mezi západním a východním křídlem.

### Období po získání nezávislosti
Věznice Kilmainham Gaol byla vyřazena z provozu jako vězení irskou vládou svobodného státu v roce 1924 po skončení irské občanské války. Věznice byla především vnímána jako symbol útlaku a utrpení irského lidu, proto v této době nebyl deklarován žádný zájem na její zachování jako památníku boje za národní nezávislost. Potenciální funkce věznice jako místa národní paměti byla rovněž komplikována skutečností, že první čtyři republikánští vězni popravení vládou Svobodného státu během irské občanské války byli zastřeleni na vězeňském dvoře.
Rada věznice uvažovala o znovuotevření věznice jako pietního místa již v průběhu dvacátých let 20. století, všechny tyto plány byly nakonec v roce 1929 opuštěny. V roce 1936 vláda zvažovala demolici věznice, ale náklady spojené s tímto aktem byly neúměrné a od záměru bylo upuštěno.
Zájem o věznici jako pietní místo se začal vyvíjet od konce třicátých let, zejména s návrhem National Graves Association, republikánské organizace, která měla zájem zachovat místo jako muzeum i památník velikonočního povstání roku 1916.
Byla tedy zahájena jednání s ministerstvem školství o možnosti přemístění artefaktů souvisejících s povstáním z roku 1916 umístěných v Irském národním muzeu do tohoto nového muzea. Ministerstvo školství návrh odmítlo, protože místo považovalo pro tento účel za nevhodné. Místo toho navrhlo, aby do příslušných vězeňských cel byly instalovány obrazy nacionalistických vůdců. S příchodem válečného nouzového stavu byl však tento návrh odložen.

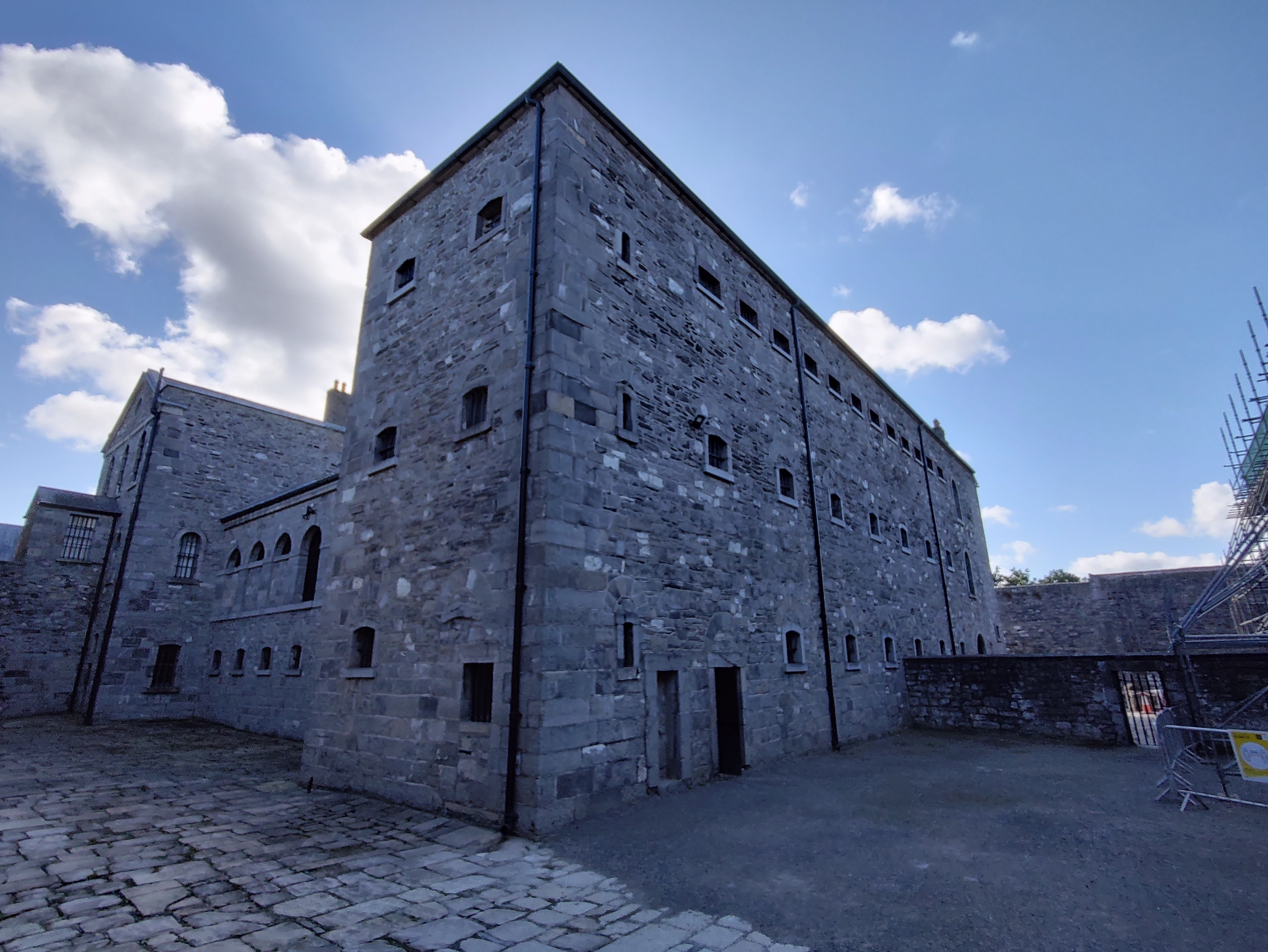
Pohled z nádvoří

Architektonický průzkum po druhé světové válce odhalil, že věznice je v dezolátním stavu. Vzhledem k tomu, že ministerstvo školství stále nebylo otevřené přeměně místa na muzeum a nemá pro budovu žádnou jinou zjevnou funkci, komisaři navrhli, aby byly zachovány pouze vězeňské nádvoří a cely, zbytek místa měl být zbořen. Tento návrh nebyl realizován.

### Společnost pro obnovu věznice Kilmainham Gaol
Od konce 50. let začalo vznikat místní hnutí za zachování věznice. Lorcan CG Leonard, mladý inženýr ze severní části Dublinu, podnícený zprávami, že Úřad veřejných prací přijímá nabídky na demolici budovy, založil v roce 1958 spolu s několika podobně smýšlejícími nacionalisty Společnost na rekonstrukci Kilmainhamské věznice (Kilmainham Gaol Restoration Society).
Aby společnost vyrovnala případné rozpory mezi svými členy, souhlasila s tím, aby se v souvislosti s projektem obnovy nezabývala žádnou z událostí spojených s obdobím občanské války. Místo toho měl být artikulován příběh o jednotném národním boji. Poté byl vymyšlen a realizován plán, podle kterého měla být věznice obnovena a muzeum postaveno za použití dobrovolné práce a darovaných materiálů.

### Změna v 60. letech
V únoru 1960 získal podrobný plán společnosti na projekt obnovy, který počítal mimo jiné s rozvojem místa jako turistické atrakce, souhlas ministerstva financí. K formálnímu předání vězeňských klíčů dozorčí radě, složené z pěti členů nominovaných společností a dvou členů nominovaných vládou, došlo v květnu 1960. Správcům bylo účtováno nominální nájemné ve výši jednoho haléře ročně s prodloužením na dobu pěti let. Předpokládalo se, že poté bude obnovená věznice trvale převedena do opatrovnické péče státu. V roli správců budovy figurovala rodina Magillových. Klíčové postavení zastával Joe Magill, který pracoval na obnově věznice od začátku až do předání věznice Úřadu pro veřejné práce.
S využitím pracovní síly šedesáti dobrovolníků se v květnu 1960 společnost pustila do odstraňování přerostlé vegetace, stromů, padlého zdiva a ptačího trusu uvnitř objektu. V roce 1962 byl symbolicky významný vězeňský dvůr zbaven sutin a plevele a obnova viktoriánské části věznice se blížila ke konci. Pro veřejnost byla budova otevřena dne 10. dubna 1966. Konečná obnova místa byla dokončena v roce 1971, kdy byla otevřena pro veřejnost kaple, která byla znovu zastřešena, byla obnovena její podlaha a rekonstruován oltář.

### Další vývoj

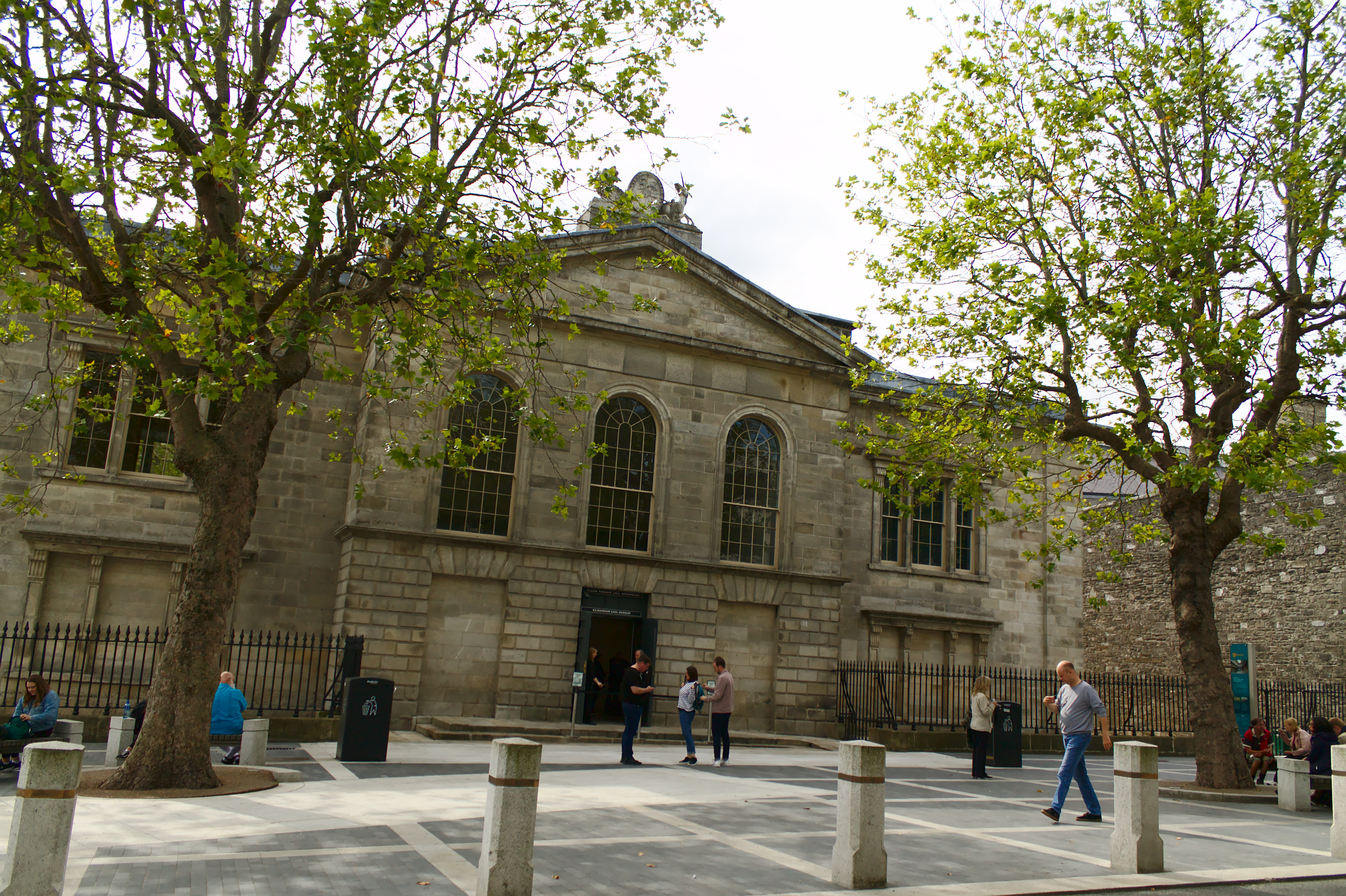
Průčelí budovy, dříve budova soudu

Nyní sídlí v budově věznice částečně muzeum irského nacionalismu a nabízí prohlídky budovy s průvodcem. Umělecká galerie v nejvyšším patře budovy vystavuje obrazy, sochy a šperky vězňů uvězněných ve věznicích z celého Irska. V roce 2013 se věznice stala součástí objektu budova soudu v Kilmainhamu, který je umístěna vedle věznice. Ta byla v provozu jako sídlo okresního soudu v Dublinu až do roku 2008, následně byla předána k renovaci v rámci širší přestavby věznice a okolního náměstí Kilmainham Plaza. Budova soudu byla otevřena jako nová vstupní budova věznice v roce 2015 před oslavami 100. let výročí velikonočního povstání.

## Historický význam
Od jejího obnovení byla věznice Kilmainham Gaol považována za jednu z nejvýznamnějších irských památek nedávné historie, zejména ve vztahu k příběhu boje za irskou nezávislost. V období od svého otevření v roce 1796 až do jeho vyřazení z provozu v roce 1924 to bylo, kromě významných výjimek Daniela O'Connella a Michaela Collinse, místem věznění významných irských nacionalistických vůdců. Její historie jako instituce je tedy úzce spjata s příběhem irského nacionalismu. Většina irských vůdců povstání v letech 1798, 1803, 1848, 1867 a 1916 byla uvězněna právě zde. Vězení sloužilo také k eliminaci politických vězňů během irské války za nezávislost (1919–21) i během období občanské války (1923–1924).

### Bývalí vězni
- Henry Joy McCracken (1796)
- Oliver Bond (1798)

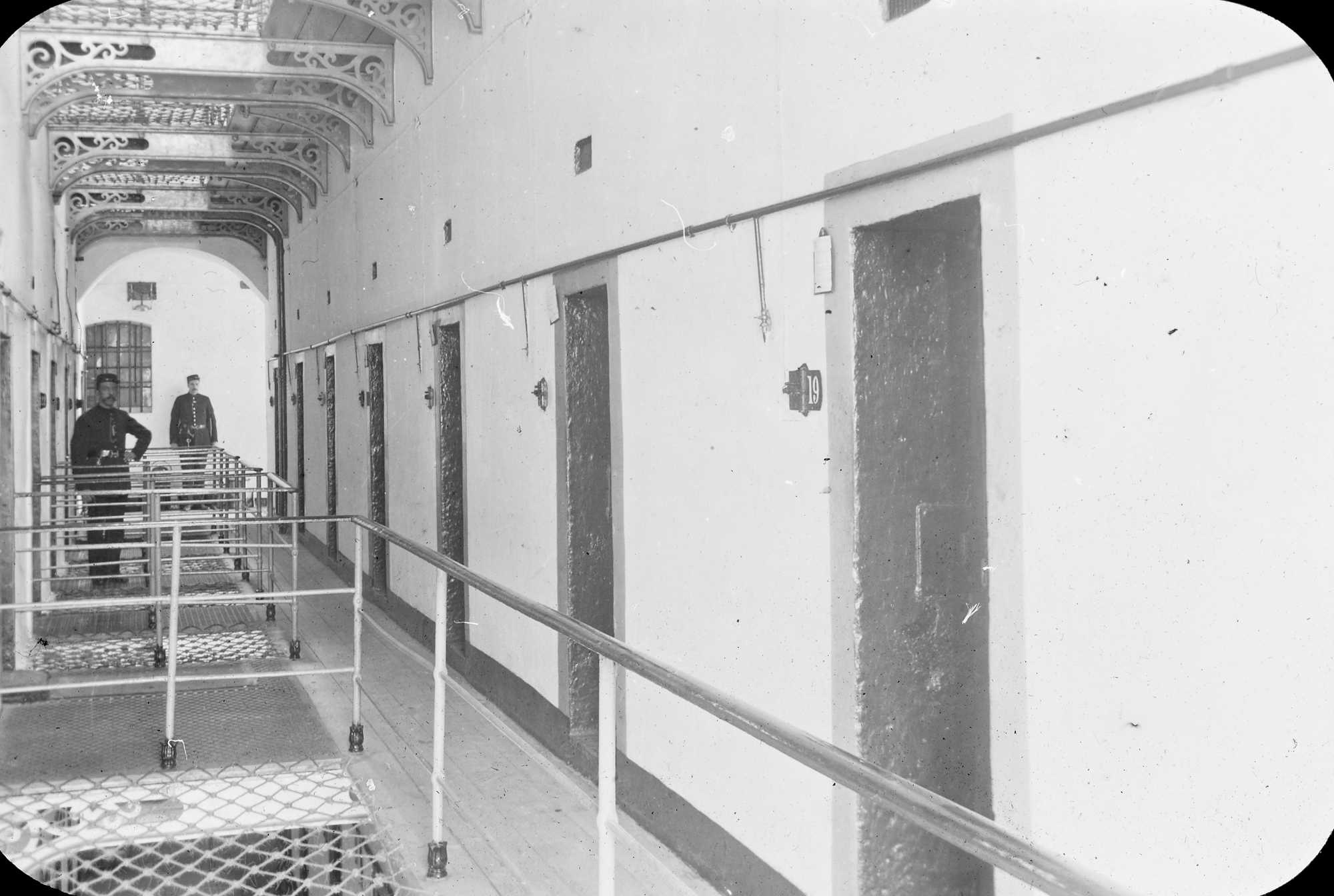
'Informers Corridor' zobrazený kolem roku 1890

- James Bartholomew Blackwell (1799)
- James Napper Tandy (1799)
- Robert Emmet (1803)
- Anne Devlin (1803)
- William Smith O'Brien (1848)
- Thomas Francis Meagher (1848)
- Jeremiah O'Donovan Rossa (1867)
- John O'Connor Power (1868)
- Charles Stewart Parnell (1881)
- James Connolly, politik a jeden z vůdců povstání v rocer 1916William O'Brien (1881)
- James Joseph O'Kelly (1881)
- John Dillon (1882)
- Willie Redmond (1882)
- Patrick Pearse (1916)

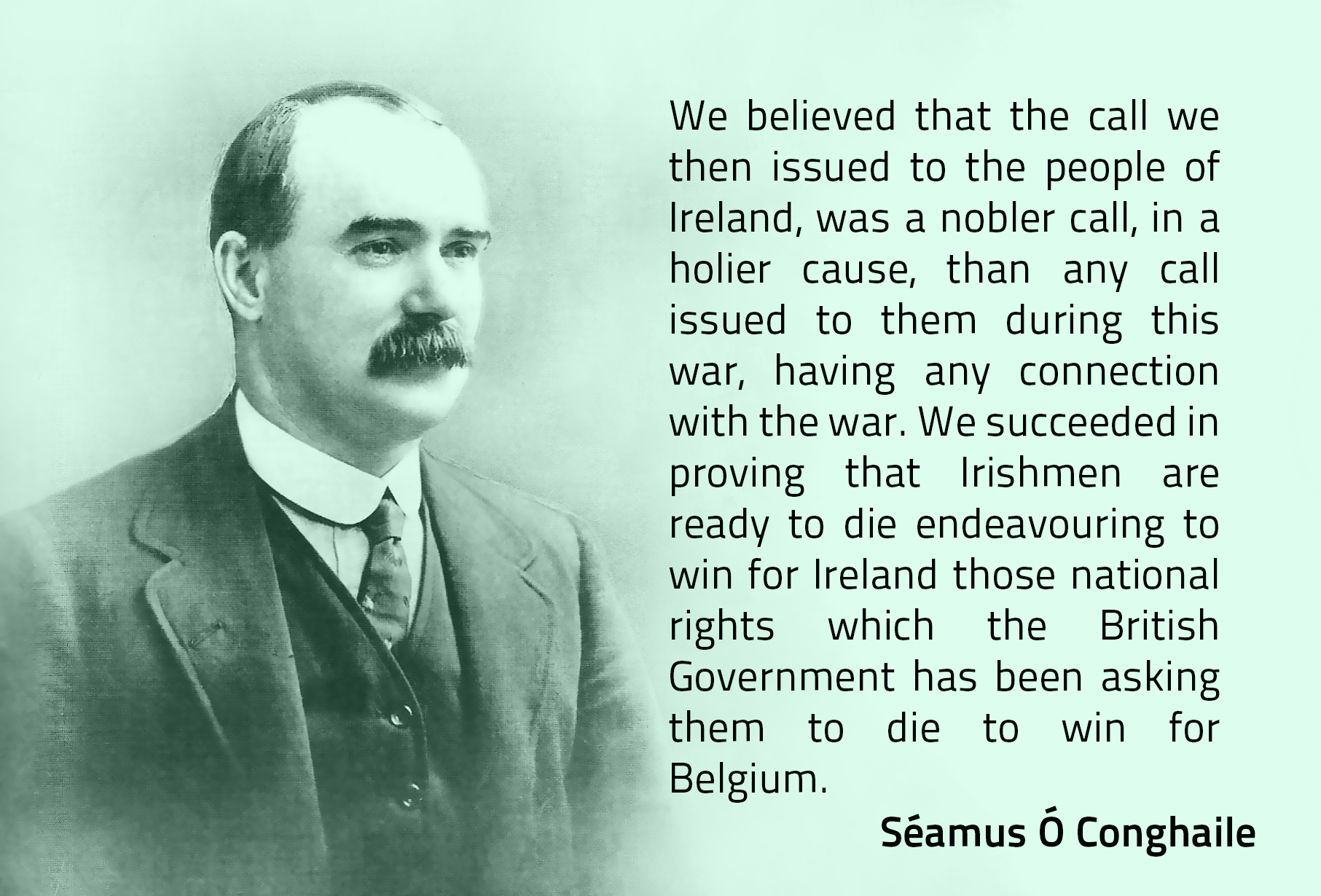
James Connolly, politik a jeden z vůdců povstání v rocer 1916

- James Connolly (1916) – popraven, ale nebyl držen ve věznici Kilmainham
- Constance Markievicz (1916)
- Éamon de Valera (1916, 1923)
- Joseph Plunkett (1916)
- Grace Gifford (1922) – manželka Josepha Plunketta
- Thomas MacDonagh (1916)
- Thomas Clarke (1916)

### Filmy
Následující filmy byly natočeny nebo se odehrávají ve věznici Kilmainham Gaol:

Jeden z vůdců povstání popravený v roce 1916 Joseph Plunkett

- Jeden z vůdců povstání popravený v roce 1916 Joseph PlunkettThe Quare Fellow (1962)
- The Face of Fu Manchu (1965)
- The Italian Job (1969)
- Sitting Target (1972)
- The Mackintosh Man (1973)
- Poslední remake Beau Geste (1977)
- Whistle Blower (1987)
- Prasátko Babe (1992)
- Ve jménu otce (1993)
- Michael Collins (1996)
- Paddington 2 (2017)

### Televize a hudba
Hudební video k písni skupiny U2 „A Celebration“ bylo natočeno v Kilmainham Gaol v červenci 1982. Vězení hostilo živé vystoupení irské kapely Fontaines DC dne 14. června 2020. Vězení bylo také použito v roce 2015 v seriálu AMC Into the Badlands, seriálu BBC z roku 2012 Ripper Street a seriálu ITV Primeval z roku 2011.

## Galerie
- Hlavní prostor věznice
- Vězeňské cely
- Nádvoří, místo konání poprav
- Původní vstupní brána věznice
- Architektonický detail
- Daguerrotypie uvězněného Williama Smithe O Briena
- Socha Rowana Gillespieho (2008) připomíná 14 signatářů prohlášení nezávislosti
- Obrázek madony v cele Grace Gifford